# Yamna Oubouhou
Yamna Oubouhou (trước đây sử dụng tên kết hôn Belkacem; sinh ngày 20 tháng 2 năm 1974 tại Hagou, Maroc) là một vận động viên chạy đường dài thi đấu quốc tế cho Pháp. Lần đầu tiên cô tham gia các sự kiện theo dõi trước khi chuyển sang chạy marathon.

## Thành tích giải đấu
| Năm               | Giải đấu                          | Địa điểm               | Thứ hạng          | Nội dung          | Chú thích         |
| Representing Pháp | Representing Pháp                 | Representing Pháp      | Representing Pháp | Representing Pháp | Representing Pháp |
| ----------------- | --------------------------------- | ---------------------- | ----------------- | ----------------- | ----------------- |
| 1999              | World Indoor Championships        | Maebashi, Japan        | 4th               | 3000 m            | 8:41.63 min       |
| 1999              | World Championships               | Seville, Spain         | 8th               | 5000 m            | 15:03.47 min      |
| 2000              | Olympic Games                     | Sydney, Australia      | 39th (h)          | 5000 m            | 16:08.49 min      |
| 2001              | World Championships               | Edmonton, Canada       | 8th               | 10,000 m          | 32:09.21 min      |
| 2004              | World Half Marathon Championships | New Delhi, India       | 29th              | Half marathon     | 1:15:53 h         |
| 2008              | World Half Marathon Championships | Rio de Janeiro, Brazil | 38th              | Half marathon     | 1:18:39 h         |
| 2009              | World Championships               | Berlin, Germany        | 55th              | Marathon          | 2:50:02 h         |

## Thành tích cá nhân tốt nhất
Ngoài trời
- 1500 mét - 4: 08.60 (Villeneuve-d'scq 1999)
- 2000 mét - 5: 39,44 (Nancy 1999)
- 3000 mét - 8: 38,13 (Oslo 1999)
- 5000 mét - 14: 47,79 (Stockholm 2000)
- 10.000 mét - 32: 05,98 (Villeneuve -imaescq 2001)
- 10 km - 32:00 (La Courneuve 2001) NR
- Bán marathon - 1:12:07 (Cannes 2008)
- Marathon - 2:31:56 (Paris 2008)

Trong nhà
- 2000 mét - 5: 49,36 (Liévin 2000)
- 3000 mét - 8: 41,63 (Maebashi 1999) NR